# Cledia de Mello de Tourné
Cledia "Chela" de Mello de Tourné (Rivera, 29 de agosto de 1929 – Montevideo 9 de noviembre de 2012) fue una docente, pedagoga y escritora uruguaya.
Fue cofundadora, junto a Cristina Etorena, del Colegio y Liceo CENI y desarrolladora de la metodología pedagógica Metodología Natural e Integral (MNI), basada en la experiencia del niño y en un sistema de relaciones integrales, donde los conceptos no se abordan por separado.

## Biografía
Cledia de Mello comenzó su carrera cubriendo una vacante de maestra en la escuela rural Los Tres Cerros en departamento de Rivera en la década de 1950. Pese a no ser egresada de la carrera de magisterio esta etapa es donde desarrolló sus primeras aproximaciones a las ideas pedagógicas al observar y trabajar intuitivamente con los niños.
Ya lo dijo en el semanario Brecha en el 2009:

La vacante fue una emergencia, o la cubría una estudiante que cumpliera con ciertos requisitos educativos o esos niños se quedaban sin maestra y punto. Para mí fue de sopetón, como ni base teórica tenía, empecé a observar, a trabajar con los niños de manera muy intuitiva y me fui fogueando. Ellos venían desde lejos, a caballo, a pie, como podían. Llegaban a las diez de la mañana, almorzaban y volvían a sus ranchos a las tres de la tarde. Me daba pena verlos venir con tanto esfuerzo y me preocupaba que se fueran con tan poquita cosa. Los pequeños se llevaban una letra o un número para repetirlo y aprender a escribirlo, y volver al otro día. Y aunque yo no tenía información de cómo se enseñaba, eso me parecía muy pobre. (…) Habrá pasado más de un mes en esa monotonía y pensé: “Así no va, en vez de enseñar de a una letra voy a enseñar de a varias a la vez”. Observé que aprender el conjunto de letras les ayudaba a diferenciar las unas de las otras, y el niño tenía un campo más amplio de comprensión y rápidamente empezaban a escribir. En esta escuela que tomé en suplencia a mitad del año, todos los chiquilines para fin de año ya sabían leer y escribir. Así fue la primera experiencia donde germinó la metodología.
Cledia de Mello de Tourné

### Formación
Inició sus estudios en Montevideo y desde un principio se mostró crítica con los planes de estudio que, según ella, dejaban poco tiempo para pensar y profundizar. En los años 60, conoció la obra de John Dewey y de Jean Piaget, lo que le proporcionó el sustento teórico para sus ideas pedagógicas, enfocándose en el desarrollo cognitivo de los niños.
En 1979, ya cumplidos 25 años de carrera en la educación pública, se encontraba como maestra en la escuela N.º 10 de Montevideo.

### Fundación del Colegio CENI
Durante la dictadura cívico militar en Uruguay (1973- 1985), se le niega la prórroga para desempeñarse en la educación pública quedando excluida de las aulas. Independientemente de lo anterior, ante la iniciativa de un grupo de padres y docentes que retiraron a sus hijos del sistema educativo, continuó su trabajo como maestra de 8 niños en un pequeño apartamento en la calle 18 de julio y Río Negro, bajo estas circunstancias, y en conjunto con Cristina Etorena, es que e 1982 se decanta en la fundación del colegio privado CENI.
En su desempeño al frente de este instituto desarrolló la MNI, basada en la experiencia del niño y en un sistema de relaciones integrales, donde los conceptos no se abordan por separado.
Permanece al frente de la dirección del colegio hasta su fallecimiento en el 2012 a la edad de 83 años en el departamento de Montevideo.

## Repercusiones
Su método trascendió fronteras y lo testimonian las palabras de los docentes Ronald y Ana María Schwartz, de la Universidad de Maryland, Estados Unidosque, en 1989, opinan que: "El entusiasmo y las actitudes que despierta la MNI en los estudiantes respecto a la educación y al aprendizaje deben ser admiradas. Son las más grandes que estos evaluadores hayan jamás observado en sus años de maestros y de preparadores de maestros en todo el territorio de los Estados Unidos, en Costa Rica, en Perú y en Corea".
También el Viceministro de Educación Pública de Costa Rica, Francisco Araya Guzmán, que en 1988 se expresa diciendo lo siguiente: "Esta experiencia que se desarrolla en Uruguay empieza a ser conocida en América Latina gracias a la UNESCO. Considero que los científicos de la educación deben profundizarla, porque de su entraña misma podría brotar la respuesta a muchos de los problemas que se presentan en los niños de América".